# Marxismo-leninismo

Karl Marx, Friedrich Engels, Vladimir Lenin e Josef Stalin.

O marxismo-leninismo é uma ideologia comunista, a principal no movimento comunista ao longo do século XX, e a mais proeminente no movimento comunista em todo o mundo. Marxismo-leninismo era o nome formal da ideologia oficial de Estado adoptada pela União das Repúblicas Socialistas Soviéticas (URSS), os países no Bloco de Leste, os regimes comunistas asiáticos, vários regimes "socialistas científicos" no Terceiro Mundo durante a Guerra Fria, bem como a Internacional Comunista após a bolchevização. Hoje, o marxismo-leninismo é a ideologia de vários partidos comunistas, e é a ideologia oficial dos partidos governantes da China, Cuba, Laos e Vietname como repúblicas socialistas.
As ideias comunistas adquiriram um novo significado desde 1918, durante a Revolução Russa. Tornaram-se equivalentes às ideias do marxismo-leninismo, ou seja, a interpretação leninista do marxismo por Stalin. Endossando o objectivo final, nomeadamente, a criação de uma comunidade proprietária de meios de produção e proporcionando a cada um dos seus participantes o consumo "de acordo com as suas necessidades", apresentaram o reconhecimento da luta de classes como um princípio dominante de um desenvolvimento social. Além disso, os trabalhadores (ou seja, o proletariado) deveriam levar a cabo a missão de reconstrução da sociedade. A realização de uma revolução socialista liderada pela vanguarda do proletariado, ou seja, o partido, foi proclamado como sendo uma necessidade histórica. Além disso, a introdução da ditadura do proletariado foi defendida, e as classes hostis deveriam ser liquidadas.
À medida que os partidos comunistas surgiram em todo o mundo, encorajados tanto pelo sucesso do Partido Bolchevique em estabelecer a independência da Rússia do domínio estrangeiro como pelos subsídios monetários clandestinos dos camaradas soviéticos, tornaram-se identificáveis pela sua adesão a uma ideologia política comum conhecida como marxismo-leninismo. Desde o início, o marxismo-leninismo existiu em muitas variantes. As próprias condições eram um esforço para impor um grau mínimo de uniformidade nas diversas concepções de identidade comunista. A adesão às ideias de "Marx, Engels, Lenin e Trótski" caracterizou os Trotskistas que, em 1938, se separaram numa Quarta Internacional. O Pensamento Mao Tsetung tornou-se a ideologia do Partido Comunista Chinês e dos partidos que se separaram dos partidos comunistas nacionais após a Ruptura Sino-Soviética em 1963. Os comunistas italianos continuaram a ser influenciados pelas ideias de Antonio Gramsci, cuja concepção independente das razões pelas quais a classe trabalhadora nos países industrializados permaneceu politicamente quiescente teve implicações muito mais democráticas do que a própria explicação de Lenin sobre a passividade dos trabalhadores. Durante a Guerra Fria, o marxismo-leninismo foi uma força motriz nas relações internacionais, isto durante a maior parte do século XX. Outras variantes do marxismo-leninismo incluem o guevarismo, pensamento Ho Chi Minh, hoxhaismo, as muitas variantes do maoismo como o marxismo-leninismo-maoismo, o socialismo com características chinesas e o titoísmo. Houve várias rupturas entre os estados marxistas-leninistas, tais como a Ruptura Tito-Stalin, a Ruptura sino-soviética e a Ruptura sino-albanesa.
O termo é simultaneamente enganador e revelador. É enganador, uma vez que nem Marx nem Lenin alguma vez sancionaram a criação de um "ismo" epónimo; de facto, o termo marxismo-leninismo foi formulado apenas no período da ascensão de Estaline ao poder após a morte de Lenin. É revelador, porque a sintetização por Stalin do marxismo-leninismo na década de 1930 continha três princípios identificáveis que se tornaram o modelo explícito para todos os regimes posteriores de tipo soviético: o materialismo dialético como única base verdadeiramente proletária para a filosofia, o papel de liderança do partido comunista como princípio central da política marxista, e a industrialização planeada e colectivização agrícola liderada pelo Estado como fundamento da economia socialista. A influência global destas três inovações doutrinárias e institucionais torna o termo marxista-leninista um rótulo conveniente para uma ordem ideológica distinta — uma ordem que, no auge do seu poder e influência, dominava um terço da população mundial.
Apesar desta diversidade, o pensamento político comunista tem geralmente partilhado certos elementos centrais. Os comunistas classificaram o seu próprio pensamento político como "teórico" em contraste com os programas "ideológicos" de outros partidos políticos. Afirmaram um postulado teórico que identifica partidos políticos com o interesse económico das classes. Este postulado define "classe" como juntando-se a todas as pessoas que ganham a vida da mesma forma e "interesse de classe" como a perpetuação dessa forma de ganhar a vida (em oposição, por exemplo, ao aumento dos rendimentos dos indivíduos que compõem uma classe). O mesmo postulado identifica cada partido comunista com um "proletariado", como a classe de pessoas que ganham a vida vendendo ("alienando") o seu trabalho a outra pessoa. Os comunistas têm geralmente insistido que, a longo prazo, o proletariado só pode evitar o destino do desemprego em massa se conseguir derrubar o capitalismo, ou seja, o sistema de compra e venda de mão de obra como uma mercadoria. A curto prazo, a propriedade estatal de empresas industriais tende a ser considerada como um meio de manter o proletariado contra a pressão capitalista. Os comunistas distinguem-se ainda de outros marxistas por uma visão de que os pequenos proprietários agrícolas são susceptíveis de serem aliados promissores, encurtando o caminho para a abolição do capitalismo. Finalmente, tanto o objectivo a longo prazo da abolição do capitalismo como vários interesses a curto prazo do proletariado foram considerados realizáveis apenas por um partido de vanguarda, um partido que se baseia numa análise teórica para identificar os interesses do proletariado, em lugar de consultar os próprios proletários. Quando se envolvem em competição eleitoral, os comunistas viram a sua tarefa como educar os eleitores para os verdadeiros interesses dos eleitores, em vez de responderem à expressão de interesse dos eleitores. Quando adquiriram o controlo do Estado, os comunistas retrataram a sua tarefa como impedindo outros partidos de enganar o proletariado, dirigindo os seus próprios candidatos independentes. Devido aos compromissos para com o centralismo democrático e para com a auto-compreensão teórica como partido de vanguarda, os comunistas só poderiam ser "quadros". Para um comunista, "quadro" tomou o seu significado da concepção de Lenin do membro do partido como um revolucionário profissional a tempo inteiro.
Como instrumento teórico de análise da realidade, é um guia para a acção, que constantemente se renova para dar resposta aos novos fenómenos, situações, processos e tendências de desenvolvimento. O marxismo-leninismo é uma concepção do mundo que inclui o método dialéctico como método de análise. É um sistema científico de ideias filosóficas, económicas e sócio-políticas que constituem a concepção do operariado, sobre o conhecimento do mundo, sobre as leis de desenvolvimento da natureza, da sociedade e do pensamento humano, mas é principalmente "a ciência da luta e da transformação revolucionária da classe operária e de todos os trabalhadores" pela superação revolucionária do capitalismo e pela edificação da sociedade nova — da sociedade socialista, do comunismo.

## Ideologia econômica

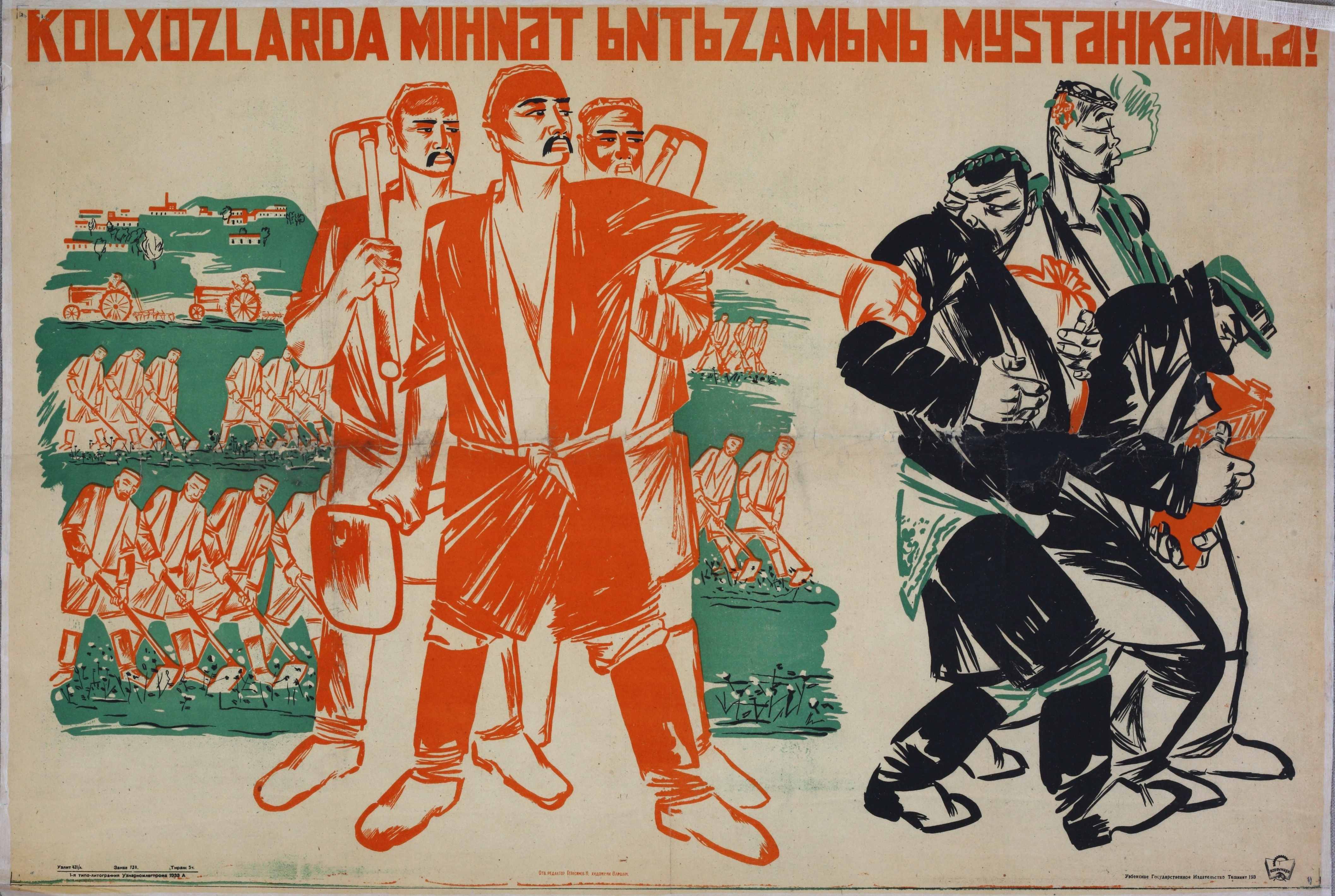
Propaganda soviética de 1933 a encorajar os camponeses e agricultores a reforçar a sua disciplina de trabalho em quintas coletivas na República Socialista Soviética do Azerbaijão

O objetivo da economia política marxista-leninista é a emancipação dos homens e mulheres da desumanização causada pelo trabalho mecanicista psicologicamente alienante (sem equilíbrio entre o trabalho e a vida familiar) que é realizado em troca de salários que dão acesso financeiro limitado às necessidades materiais da vida (isto é, alimentação e abrigo). Essa emancipação pessoal e social da pobreza (necessidade material) maximizaria a liberdade individual, permitindo a homens e mulheres perseguir os seus interesses e talentos inatos (artísticos, industriais e intelectuais), isto é, trabalham por opção, sem a coerção económica e o risco de pobreza. No desenvolvimento económico de uma sociedade comunista numa fase superior, a eliminação do trabalho alienante (trabalho mecanicista) depende dos desenvolvimentos da alta tecnologia que, melhoram os meios de produção, e os meios de distribuição. Para satisfazer as necessidades materiais de uma sociedade socialista, o Estado utiliza uma economia planificada para coordenar os meios de produção e de distribuição para fornecer e entregar os bens e serviços necessários a toda a sociedade, e em consequência a economia nacional. O Estado serve de salvaguarda para a propriedade, e como coordenador da produção através de um plano económico universal. O planeamento da economia pode ser centralizado ou descentralizado.
Com o objetivo de reduzir o desperdício e aumentar a eficiência, o planeamento científico substitui os mecanismos de mercado e os mecanismos de preços como princípio orientador da economia. O enorme poder de compra do Estado substitui o papel das forças de mercado, sendo que o equilíbrio macroeconómico não é alcançado através das forças de mercado, mas sim através do planeamento económico baseado na avaliação científica. Os salários do trabalhador são determinados de acordo com as competências e o trabalho que pode realizar na economia nacional. Além disso, o valor económico dos bens e serviços produzidos baseiam-se no seu valor de utilização (como objetos materiais) e não no custo de produção (valor) ou no valor de troca (utilidade marginal). A motivação do lucro como força motriz da produção é substituída pela obrigação social de cumprir o plano económico. Os salários são fixos e diferenciados de acordo com a competência e a intensidade do trabalho. Enquanto os meios de produção socialmente utilizados estão sob controlo público, os bens pessoais ou de natureza pessoal que não envolvem a produção em massa de bens permanecem inalterados pelo Estado.
Devido ao marxismo-leninismo ter sido historicamente a ideologia estatal de países que eram economicamente subdesenvolvidos antes da revolução socialista, ou cujas economias eram quase obliteradas pela guerra, como a República Democrática Alemã, o principal objetivo antes de alcançar o comunismo era o desenvolvimento do socialismo. Foi o caso da União Soviética, onde a economia era largamente agrária e a indústria urbana se encontrava numa fase primitiva. Para desenvolver o socialismo, a União Soviética passou por uma rápida industrialização com programas pragmáticos de engenharia social que transplantaram populações camponesas para as cidades, onde foram educadas e formadas como trabalhadores industriais e que depois se tornaram a força de trabalho das novas fábricas e indústrias. Do mesmo modo, as populações camponesas trabalharam no sistema de quintas agrícolas coletivas, cultivando alimentos para alimentar os trabalhadores industriais as cidades industrializadas. Desde meados da década de 1930, o marxismo-leninismo tem defendido uma qualidade social austera baseada na ascese e no igualitarismo. Na década de 1920, o partido bolchevique instaurou alguma desigualdade salarial limitada para impulsionar a produtividade laboral na economia da União Soviética. Estas reformas foram promovidas para encorajar o materialismo e a aquisitividade a fim de estimular o crescimento económico. Esta política pró-consumista tem avançado na linha do pragmatismo industrial à medida que avança o progresso económico através do reforço da industrialização.
Na “práxis” económica da Rússia bolchevique, havia uma diferença determinante da economia política entre o socialismo e o comunismo. Lenin explicou a sua semelhança conceptual com as descrições de Marx da fase inferior e da fase superior do desenvolvimento económico, nomeadamente que imediatamente após uma revolução proletária na sociedade socialista da fase inferior, a economia prática deve ser baseada no trabalho individual contribuído por homens e mulheres e que o trabalho remunerado seria a base da sociedade comunista da fase superior, que causou o preceito social do “slogan”: "De cada qual, segundo a sua capacidade; a cada qual, segundo as suas necessidades".

## Relações internacionais

Símbolo da Internacional Comunista

Marxismo-leninismo visa criar uma sociedade comunista, que só pode ser alcançada com o definhamento de todos os estados. Opõe-se ao colonialismo e ao imperialismo e defende a descolonização e forças anticoloniais. Apoia alianças internacionais antifascistas e tem defendido a criação de frentes populares entre comunistas e democratas contra movimentos fascistas. Esta abordagem marxista-leninista das relações internacionais deriva das análises (políticas, económicas, sociológicas e geopolíticas) que Lenin apresentou no livro Imperialismo: Fase Superior do Capitalismo (1917). Tomando como fundamental cinco bases filosóficas do marxismo, nomeadamente que a história humana é a história da luta de classes entre uma classe dominante e uma classe explorada; que o capitalismo cria classes sociais antagónicas, ou seja os exploradores burgueses e o proletariado explorado; que o capitalismo emprega a guerra nacionalista para promover a expansão económica privada; que o socialismo é um sistema económico que anula as classes sociais através da propriedade pública dos meios de produção e assim eliminará as causas económicas da guerra; e que uma vez que o Estado (socialista ou comunista) se extingue, as relações internacionais também se extinguirão, porque são projecções das forças económicas nacionais, Lenin disse que o esgotamento das fontes internas de lucro dos capitalistas através da fixação de preços através truste e cartéis, leva então os capitalistas a exportar capital de investimento para países subdesenvolvidos para financiar a exploração dos recursos naturais e das populações nativas e para criar novos mercados. Que o controlo da política nacional pelos capitalistas assegura ao governo a salvaguarda militar dos investimentos coloniais e a consequente competição imperial pela supremacia económica que provoca guerras internacionais para proteger os seus interesses nacionais.

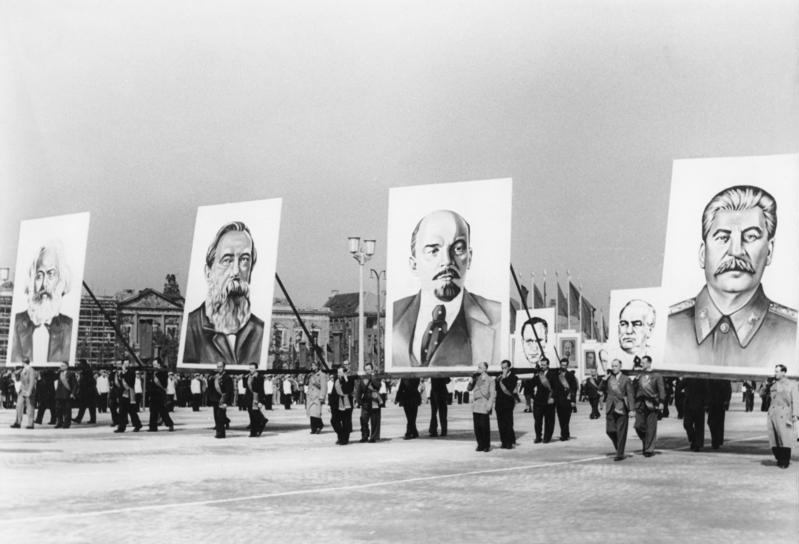
Retratos de Marx, Engels, Lenin e Stalin durante comemoração do 1.º de maio, em Berlim, RDA, 1953.

Na perspectiva vertical (relações de classe social) do marxismo-leninismo, os assuntos internos e internacionais de um país são um continuum político, não domínios separados da actividade humana. Este é o oposto filosófico das perspectivas horizontais (país a país) das abordagens liberais e realistas das relações internacionais. O imperialismo colonial é a consequência inevitável no decurso das relações económicas entre países quando a fixação de preços internos do capitalismo monopolista tem vociferado a concorrência lucrativa na pátria capitalista. A ideologia do Novo Imperialismo, racionalizada como uma missão civilizadora, permitiu a exportação de capital de investimento de elevado lucro para países não desenvolvidos com populações nativas não instruídas (fontes de mão-de-obra barata), matérias-primas abundantes para exploração (factores de fabrico) e um mercado colonial para consumir o excedente de produção, que a pátria capitalista não pode consumir. O exemplo é a luta europeia pela África (1881–1914), na qual o imperialismo foi salvaguardado pelos militares nacionais.
Para assegurar as colónias económicas e de colonos, fontes estrangeiras de novos lucros de investimento de capital, o Estado imperialista procura o controlo político ou militar dos recursos limitados (naturais e humanos). A Primeira Guerra Mundial (1914–1918) resultou de tais conflitos geopolíticos entre os impérios da Europa sobre as esferas de influência colonial. Para as classes trabalhadoras colonizadas que criam a riqueza (bens e serviços), a eliminação da guerra pelos recursos naturais (acesso, controlo e exploração) é resolvida derrubando o Estado capitalista militarista e estabelecendo um Estado socialista porque uma economia mundial pacífica só é viável através de revoluções proletárias que derrubam sistemas de economia política baseados na exploração do trabalho.

## Sistema político
O marxismo-leninismo apoia a criação de um estado de partido único liderado por um partido comunista como meio para desenvolver o socialismo e depois o comunismo. A estrutura política do estado marxista-leninista envolve o domínio de um partido de vanguarda comunista sobre um estado socialista revolucionário que representa a vontade e o domínio do proletariado. Através da política do centralismo democrático, o partido comunista é a instituição política suprema do Estado marxista-leninista.
No marxismo-leninismo, são realizadas eleições para todos os cargos dentro da estrutura legislativa, conselhos municipais, legislaturas nacionais e presidências. Na maioria dos estados marxistas-leninistas, este sistema assumiu a forma de eleição directa de representantes para preencher cargos, embora em alguns estados como a República Popular da China, a República de Cuba e a República Socialista Federativa da Iugoslávia, este sistema tenha também incluído eleições indirectas, tais como a eleição de deputados pelos deputados como o próximo nível inferior do governo. O marxismo-leninismo afirma que a sociedade está unida sobre interesses comuns representados através do partido comunista e outras instituições do estado marxista-leninista.

## Sociedade

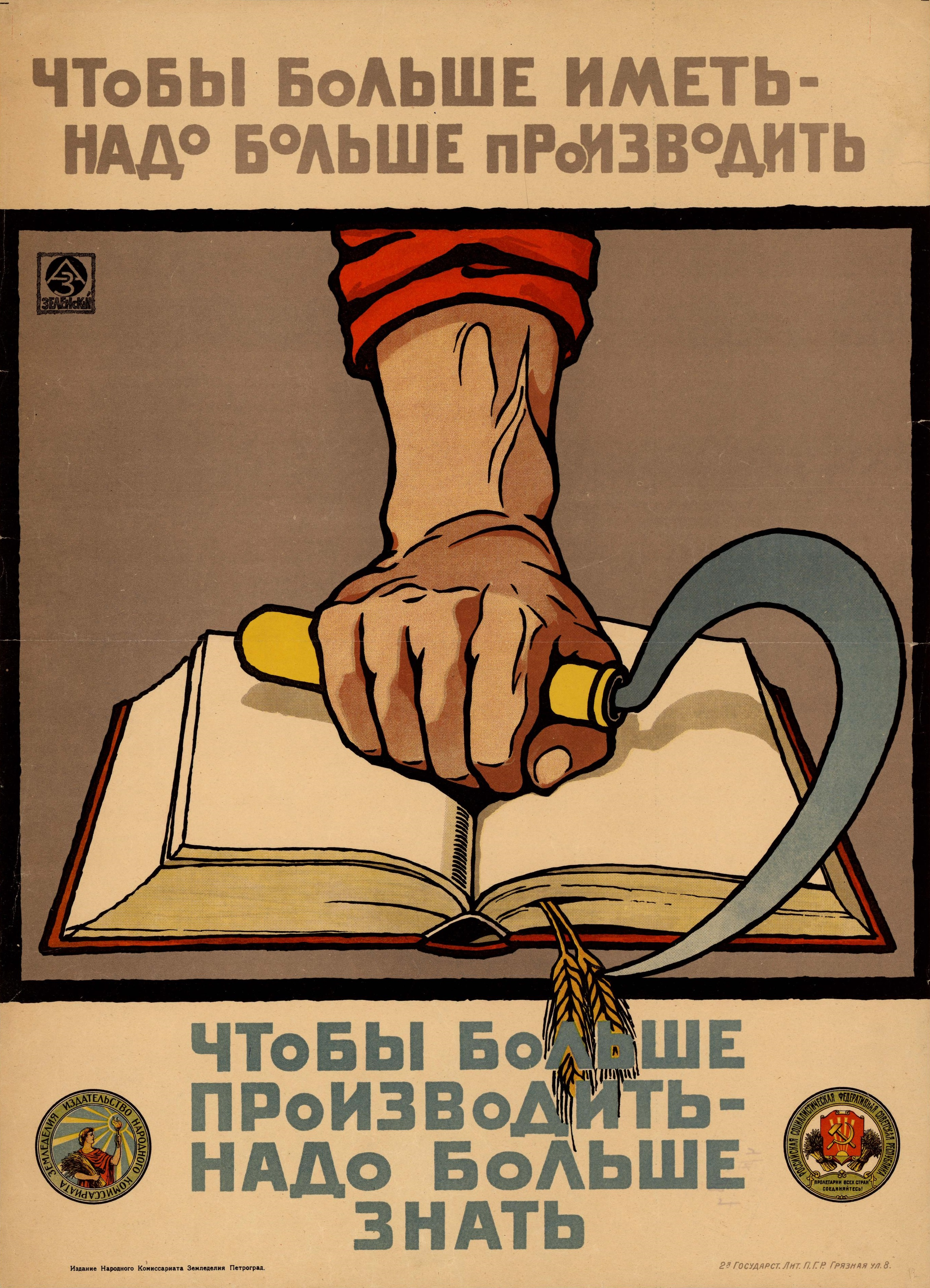
Propaganda pró-educação Bolchevique de 1920 que diz o seguinte: "Para ter mais, é necessário produzir mais. Para se produzir mais, é necessário saber mais".

O marxismo-leninismo apoia o bem-estar social e universal. O Estado marxista-leninista providencia bem-estar nacional com cuidados de saúde pública, educação pública gratuita (académica, técnica e profissional) e os benefícios sociais (cuidados infantis e educação contínua) necessários para aumentar a produtividade dos trabalhadores e da economia socialista para desenvolver uma sociedade comunista. Como parte da economia planificada, o estado marxista-leninista destina-se a desenvolver a educação universal do proletariado (académica e técnica) e a sua consciência de classe (educação política) para facilitar a sua compreensão contextual do desenvolvimento histórico do comunismo, tal como apresentado na teoria da história de Marx.
O marxismo-leninismo apoia a emancipação das mulheres e o fim da exploração das mulheres. A política marxista-leninista de direito da família tem tipicamente envolvido a eliminação do poder político da burguesia, a abolição da propriedade privada e uma educação que ensina os cidadãos a respeitarem um estilo de vida disciplinado e auto-realizante ditado pelas normas sociais do comunismo, como meio para estabelecer uma nova ordem social. A reforma judicial do direito de família garante no sistema legal direitos e deveres para a participação política das mulheres na sociedade contra a sua exploração económica. A reforma do direito civil tornou o casamento secular numa "união livre e voluntária" entre pessoas que são iguais em termos sociais e jurídicos; facilitou o divórcio, eliminou o bastardo ("filhos ilegítimos"); e anulou o poder político da burguesia e o estatuto de propriedade privada dos meios de produção. Com o advento de uma sociedade sem classes e a abolição da propriedade privada, a sociedade assume colectivamente muitos dos papéis tradicionalmente atribuídos às mães e às esposas, com a integração das mulheres no trabalho industrial. Isto tem sido promovido pelo marxismo-leninismo como meio para alcançar a participação das mulheres na ditadura do proletariado em contraste com a política identitária da nova esquerda que as usa em favor do lucro do capitalista.
A política cultural marxista-leninista moderniza as relações sociais entre cidadãos, eliminando o sistema de valores capitalistas do chamado "conservadorismo liberal" ou a monarquia absolutista, pela qual o czarismo classificava, dividia e controlava pessoas com classes sociais estratificadas sem qualquer mobilidade sócio-económica. Concentra-se na modernização e distanciamento da sociedade do passado, da burguesia e da velha intelectualidade As mudanças sócio-culturais necessárias ao estabelecimento de uma sociedade comunista são realizadas com educação e agitprop (agitação e propaganda) que reforçam os valores comunais e comunistas A modernização das políticas educativas e culturais elimina a atomização da sociedade, incluindo a anomia e a alienação social, causada pelo atraso cultural. O marxismo-leninismo desenvolve o novo homem soviético, um cidadão educado e culto possuidor de uma consciência de classe proletária orientada para a coesão social necessária ao desenvolvimento de uma sociedade comunista em oposição ao individualista burguês antitético associado à atomização social.